# Corb Lund
Corb Lund and the Hurtin' Albertans est un groupe de musique country canadien, aussi connu sous le nom de Corb Lund Band.

## Corb Lund
Corb Lund, le chanteur, a grandi dans sa ferme familiale près de Taber, Cardston et Rosemary en Alberta. Ce dont il est fier. Lund a quitté Taber, sa ville natale, pour Edmonton, où il intégra le Grant MacEwan College pour étudier la guitare jazz et la contrebasse.
Lund est un membre fondateur du groupe The Smalls, qui a vendu plus de 35 000 albums en 20 ans, tous publiés de manière indépendante. Lund et the Smalls ont largement parcouru le Canada au cours de leurs tournées, ainsi que les États-Unis et l'Europe (y compris en Bosnie, en Slovénie et en République tchèque). Le groupe s'est dissout fin 2001.
Lund est ensuite parti vivre à Austin (Texas) afin de réfléchir à la prochaine étape de sa carrière et de composer sa musique, ce qui dura cinq mois. Encouragé par les réactions positives de son public à Austin, lui et son groupe ont fait le voyage jusqu'à Nashville et ont enregistré quelques chansons avec le producteur et batteur Harry Stinson, qui avait déjà travaillé avec des artistes tels que Steve Earle, Lyle Lovett, and Earl Scruggs.

## The Hurtin' Albertans
The Hurtin' Albertans est le groupe qui accompagne Corb Lund dans ses tournées. Le groupe effectue régulièrement des tournées au Canada, aux États-Unis et en Australie. Ils passent la plupart de leur temps dans les Prairies canadiennes et le sud-ouest des États-Unis.
Les membres du groupe sont :
- Kurt Ciesla – contrebasse
- Grant "Demon" Siemens – guitare et autres instruments à cordes
- Brady Valgardson – batterie

Siemens est le seul membre à ne pas être Albertain, il est originaire de Winnipeg, au Manitoba. Valgardson, fermier, et Lund sont tous deux originaires de Taber, en Alberta.
Lund est aussi le compositeur des chansons du groupe. Il appartient à la quatrième génération d'Albertains, descendant d'une longue lignée de cow-boys et d'éleveurs. Les musiciens conteurs d'histoires comme Johnny Horton et Marty Robbins l'ont également influencé. Lund s'est auto-proclamé history buff, et son répertoire contient plusieurs chansons à propos des militaires (par exemple le single « I Wanna Be in the Cavalry »).
Le groupe a effectué des tournées en Europe, où ils ont joué au Festival de Glastonbury en Angleterre. Le groupe apparaît dans le film « Slither » (2006) et sur la bande son du documentaire « Holler Back: (not) Voting in an American Town » (2008).
Ils ont reçu 22 récompenses (awards).

## Discographie

### Albums studio
| Année | Album                                 | CRIA Certification |
| ----- | ------------------------------------- | ------------------ |
| 1995  | Modern Pain (Corb Lund Band)          |                    |
| 1999  | Unforgiving Mistress (Corb Lund Band) |                    |
| 2002  | Five Dollar Bill (Corb Lund Band)     | Gold               |
| 2005  | Hair in My Eyes Like a Highland Steer | Gold               |
| 2007  | Horse Soldier! Horse Soldier!         |                    |
| 2009  | Losin' Lately Gambler                 |                    |
| 2012  | Cabin Fever                           |                    |
| 2014  | Counterfeit Blues                     |                    |
| 2015  | Things That Can't Be Undone           |                    |
| 2019  | Cover Your Tracks (Ep) (Reprises)     |                    |
| 2024  | El Viejo                              |                    |

### Singles
| Année | Single                                  | CAN Country | Album                                 |
| ----- | --------------------------------------- | ----------- | ------------------------------------- |
| 2002  | "No Roads Here"                         |             | Five Dollar Bill                      |
| 2003  | "Five Dollar Bill"                      |             | Five Dollar Bill                      |
| 2003  | "Roughest Neck Around"                  |             | Five Dollar Bill                      |
| 2003  | "Time to Switch to Whiskey"             |             | Five Dollar Bill                      |
| 2004  | "(Gonna) Shine Up My Boots"             |             | Five Dollar Bill                      |
| 2004  | "Roughest Neck Around"                  |             | Five Dollar Bill                      |
| 2005  | "Truck Got Stuck"                       | 27          | Hair in My Eyes Like a Highland Steer |
| 2006  | "Hair in My Eyes Like a Highland Steer" | 15          | Hair in My Eyes Like a Highland Steer |
| 2006  | "Counterfeiters' Blues"                 |             | Hair in My Eyes Like a Highland Steer |
| 2006  | "Truth Comes Out"                       |             | Hair in My Eyes Like a Highland Steer |
| 2007  | "I Wanna Be in the Cavalry"             | 28          | Horse Soldier! Horse Soldier!         |
| 2008  | "Family Reunion"                        | 45          | Horse Soldier! Horse Soldier!         |
| 2008  | "Horse Soldier! Horse Soldier!"         |             | Horse Soldier! Horse Soldier!         |
| 2009  | "Hard on Equipment (Tool for the Job)"  |             | Horse Soldier! Horse Soldier!         |

## Œuvres de charité
En mars 2008, l'Unicef annonçait que le groupe leur a cédé les droits sur la chanson « Horse Soldier, Horse Soldier » pour qu'elle soit utilisée librement par la UNICEF Team Canada, l'équipe nationale canadienne de equestrian skill-at-arms, afin de soutenir le travail de l'équipe et de l'UNICEF consistant à fournir de la nourriture et de l'assistance médicale aux orphelins du Sida et aux enfants infectés par le VIH dans le Tiers-Monde.